# L'uomo che ride
L'uomo che ride (L'Homme qui rit) è un romanzo di Victor Hugo pubblicato nell'aprile 1869.

## Storia editoriale
Hugo scrisse L'uomo che ride, romanzo di ambientazione inglese, in sedici mesi mentre viveva a Guernsey, dopo essere stato esiliato dalla Francia per ragioni politiche. Il titolo originario del libro era Per ordine del re. "Per ordine del re" è rimasto il titolo della seconda parte dell'opera.

## Trama
La notte del 29 gennaio 1690, una nave salpa in tutta fretta e l'equipaggio abbandona un bambino di dieci anni sulla costa inglese, vicino a Portland. Malgrado la burrasca in corso, la nave fa ugualmente rotta verso il mare, ma affonda poco dopo, e gli uomini a bordo, consci della loro sorte, decidono prima di morire di affidare a un messaggio contenuto in una bottiglia il segreto di cui sono portatori.
Intanto, il bambino, disperato, affamato e scalzo, vaga nella tempesta, cercando di raggiungere un filo di fumo che ha intravisto. Nella sua disperata marcia, si imbatte prima in una forca, dove trova un impiccato, e poi in una donna morta di freddo sotto la neve, che tiene in grembo una neonata ancora viva. Il bambino si spoglia del suo camiciotto per scaldare la piccola, e la prende con sé. Insieme alla bimba, attraversa un villaggio, dove nessuno risponde alle sue richieste di aiuto, e infine giunge alla carovana di Ursus. Questi, che accoglie e nutre i due piccoli, è un vagabondo un po' filosofo, un po' poeta e un po' medico che vive con il suo unico compagno, il lupo addomesticato Homo (gioco di parole su Homo homini lupus), in una piccola baracca su ruote, con la quale gira la Gran Bretagna. È proprio dalle parole di Ursus che il lettore viene a conoscenza di una non specificata deformità del bambino e della cecità della neonata.
A questo punto l'azione si sposta avanti di 15 anni. Il bambino trovato in una notte di tempesta è ora diventato un uomo di quasi 25 anni, Gwynplaine. La deformità appena accennata da Ursus è una terribile deformazione del viso a dare quella che sembra una perenne risata. La trovatella cieca, chiamata Dea dal padre adottivo dei due, ha ora sedici anni. I tre vivono di piccoli spettacoli che rappresentano nei vari villaggi attraversati nel loro vagabondare. A una di queste rappresentazioni teatrali, a Londra, assiste la duchessa Josiane, viziosa sorellastra della regina Anna, che si innamora di Gwynplaine.
Una mattina, la vita dei teatranti viene però sconvolta: un "wapentake", importante funzionario di giustizia, conduce Gwynpaine in una prigione, gettando nello sconforto Ursus e Dea. Il funzionario in realtà non viene per arrestare il giovane, ma per farlo parlare con un torturato a morte, Hardquanonne, che riconosce in lui il bambino che 23 anni prima aveva sfregiato permanentemente. Subito dopo, viene letta a Gwynplaine una pergamena, la stessa scritta dagli uomini che lo avevano abbandonato, in cui viene rivelato che è figlio legittimo di Lord Linnaeus Clancharlie, pari d'Inghilterra. Il nobile, che era rimasto fedele al giuramento fatto alla repubblica instaurata da Oliver Cromwell, si era volontariamente esiliato in Svizzera e qui era morto nel 1682. Subito dopo, l'allora re Giacomo II ne aveva fatto rapire l'unico figlio legittimo, Fermain, e lo aveva venduto ad una banda di comprachicos, con l'ordine di renderlo irriconoscibile. Saputo tutto ciò, Gwynplaine riacquista il titolo nobiliare, diventando così Lord Fermain Clancharlie e, inoltre, promesso sposo della duchessa Josiane. Il giorno dopo, viene condotto alla camera dei lord per l'investitura ufficiale, ma, dopo aver preso la parola e aver attaccato l'aristocrazia per la sua indifferenza nei confronti del popolo sofferente, viene deriso e insultato da tutta l'assemblea.

In preda a una cupa disperazione, e sentendosi completamente estraneo al mondo della nobiltà, decide così di tornare da Ursus e da Dea, senza sapere che i due, con Homo, sono stati cacciati dall'Inghilterra e stanno per salpare verso il continente. Non trovandoli dove li aveva lasciati, il giovane vaga per le vie di Londra, fino a quando, guidato dal lupo, incontrato casualmente, li raggiunge su una nave in partenza. Qui, può riabbracciare i suoi compagni e unici amici, ma Dea, già molto debole, spira poco dopo. Gwynplaine però decide di ricongiungersi subito all'amata e di non separarsene più, lasciandosi annegare nelle acque della Manica.

## Temi
Hugo è attento alla resa realistica dei costumi inglesi.
Parti del romanzo descrivono l'opulenza e il parassitismo della nobiltà, in contrasto con la povertà in cui versa il popolo. In particolare Hugo si sofferma sul fatto che i nobili inglesi siano definiti lord che nella lingua inglese significa oltre che padrone, anche "Signore" in senso religioso, "Dio". E in effetti i sudditi nella lingua inglese vengono definiti anche subjects, cioè "sottomessi", ma anche in senso lato "cittadini", "persone".
Il protagonista è a sua volta un nobile, figlio di un nobile severamente punito per essere stato "democratico" e "repubblicano", quindi vicino al popolo sofferente. L'autore porta a conoscenza del pubblico la lotta avvenuta nella realtà fra nobili di elevata caratura morale vicini alle persone e al popolo e nobili conservatori che in quel periodo storico opprimevano la popolazione per godere di enormi privilegi.

## Aspetti linguistici
- Il confronto tra termini della lingua inglese e di quella francese può creare giochi di parole, come quello tra Chatham e l'espressione francese je t'aime.
- Il nome del protagonista, Gwynplaine, è composto da gwyn, che significa "bianco" in gallese, e plaine, che invece in inglese vale "pianura".
- Latino, spagnolo, francese, gallese e dialetti romanzi sono utilizzati soprattutto nel libro primo, nelle espressioni più tipiche dei comprachicos.

## Fumetti
- Nel 1940, il disegnatore di fumetti Bob Kane e lo scrittore Bill Finger usarono il ritratto che Conrad Veidt aveva dato di Gwynplaine come ispirazione per la creazione di Joker, la nemesi di Batman. La somiglianza tra Gwynplaine e Joker è esclusivamente visiva: del primo, il secondo riprende il fisico slanciato e il sorriso grottesco.
- Batman: L'uomo che ride (Batman: The Man Who Laughs, 2005) è anche il titolo di una storia a fumetti che rielabora il primo incontro tra Batman e Joker.
- L'uomo che ride è inoltre il nome di un personaggio della serie Ghost in the Shell: Stand Alone Complex creata da Masamune Shirow.

## Cinema
- L'uomo che ride (1909), film francese del quale non si hanno più copie.
- Das grinsende Gesicht di Julius Herzka (1921), film tedesco.
- L'uomo che ride (The Man Who Laughs) di Paul Leni (1928), film muto.
- L'uomo che ride di Sergio Corbucci (1966). In questo adattamento italiano la vicenda si svolge nell'Italia di Lucrezia Borgia.
- Black Dahlia di Brian De Palma (2006), un giallo in cui la figura dell'uomo che ride ha un ruolo chiave per risolvere il caso.
- L'uomo che ride (L'Homme qui rit) di Jean-Pierre Améris (2012).

## Opera
- Nel 2023, il compositore canadese Airat Ichmouratov ha composto un'opera L'uomo che ride su libretto in francese del poeta Bertrand Laverdure, adattato da un romanzo omonimo. Commissionata dal Festival Classica, l'opera è stata presentata in anteprima il 31 maggio 2023 a Montreal, in Canada[3][4][5][6]

## Riferimenti in altre opere
- In un fumetto del 1940 Jerry Robinson si ispirò all'aspetto grottesco e all'inquietante ghigno di Gwynplaine per creare Joker, la nemesi di Batman. Vari fumettisti e artisti, come Bob Kane e Brian Bolland, si ispirarono a Gwynplaine per creare altre storie sempre legate alla saga di Batman (per esempio Batman: L'uomo che ride, Batman: The Killing Joke); nell'episodio Wild Cards di Justice League Unlimited, Joker si infiltra nella rete di una stazione televisiva usando l'alias "Gwynplaine Entertainment"; nel film Il cavaliere oscuro, il personaggio di Joker, interpretato da Heath Ledger, sembra fisicamente molto somigliante a Gwynplaine, poiché mostra per l'appunto lo stesso terrificante ghigno enfatizzato da un "Glasgow smile": ovvero un'evidente e larga cicatrice provocata da un'arma da taglio.
- L'aspetto di Gwynplaine potrebbe aver ispirato una novella scritta da Ray Russell e pubblicata su Playboy nel 1961, in cui il protagonista ha subito un trauma tale da rimanere paralizzato in una condizione fisica detta "riso sardonico" (una conseguenza provocata, di solito, dal batterio del tetano);
- Nel romanzo Dalia Nera di James Ellroy, la mutilazione di Elizabeth Short è in parte ispirata ad un dipinto di Gwynplaine;
- Nell'L'isola del dottor Moreau di H. G. Wells, Moreau fa dei riferimenti a L'homme qui rit mentre spiega la natura circa i suoi esperimenti sul protagonista;
- Nell'album Hellbilly Deluxe 2 di Rob Zombie, l'ultima canzone si intitola The Man Who Laughs, ed il testo è basato sul romanzo di Hugo.
- La canzone "L'uomo che ride" dei Timoria, sembra essere ispirata al romanzo di Hugo.

## Edizioni

### Edizioni italiane
- Victor Hugo, L'uomo che ride, prima edizione italiana stampata per Edoardo Sonzogno editore Milano-Parigi in 4 volumi 1869
- Victor Hugo, L'uomo che ride, versione italiana di Eugenio Camerini, Casa Editrice Napoli : Giuseppe Lubrano (Tip. R. Pesole) - 1897
- Victor Hugo, L'uomo che ride, versione italiana di Eugenio Camerini, Casa Editrice Sonzogno - via Pasquirolo n.14 - Milano - 1 gennaio 1927
- Victor Hugo, L'uomo che ride, Madella & C. Editori - Milano - Sesto S. Giovanni - anno 1930
- Victor Hugo, L'uomo che ride, traduzione di Renato Mucci, collana I Grandi Maestri, n. 7, Gherardo Casini Editore - Roma, 1951, pp. 522
- Victor Hugo, L'uomo che ride, Sansoni, 1973
- Victor Hugo, L'uomo che ride, Garzanti, 1976
- Victor Hugo, L'uomo che ride, Rusconi classici, 2011
- Victor Hugo, L'uomo che ride, traduzione di Donata Feroldi, collana Classici, Oscar Mondadori, 2007,  p. 702, ISBN 88-04-52797-8.